# 1566 Икар
1566 Икар (1566 Icarus) је Аполо астероид. Приближан пречник астероида је 1,0 ,
а средња удаљеност астероида од Сунца износи 1,077 астрономских јединица (АЈ).
Инклинација (нагиб) орбите у односу на раван еклиптике је 22,836 степени, а орбитални период износи 408,709 дана (1,118 годину). Ексцентрицитет орбите астероида износи 0,826.
Апсолутна магнитуда астероида износи 16,9 а геометријски албедо 0,51.
Астероид је откривен 27. јуна 1949. године.